# 阿布哈兹共产党 (1921年)
阿布哈兹共产党是苏联共产党在阿布哈兹社会主义苏维埃共和国的分支。该党成立于1921年3月。创党时该党的领导人是E·埃什巴，他曾提出阿布哈兹直接成为苏联加盟共和国的要求。苏联解体时，该党停止活动。1995年3月4日，一些前阿共成员重建阿布哈兹共产党。